# کامسار آراکلیان
کامسار آرشالکی آراکلیان (ارمنی: Կամսար Արշակի Առաքելյան؛ زادهٔ ۳ ژانویهٔ ۱۹۰۰ - درگذشته ۸ ژوئن ۱۹۶۴) یک تاریخ‌نگار اهل ارمنستان که از تاریخ ۱۹۳۷ تا تاریخ ۱۹۳۸ ریاست دانشگاه دولتی ایروان را برعهده داشت.

## زندگی‌نامه
در ۳ ژانویهٔ ۱۹۰۰ در تساتر به دنیا آمد و از دانشگاه دولتی ایروان فارغ‌التحصیل شد.  وی در ۸ ژوئن ۱۹۶۴ در سن ۶۴ سالگی در ایروان درگذشت.